# 인 비버 밸리
인 비버 밸리(In Beaver Valley)는 미국에서 제작된 제임스 알가 감독의 1950년 가족, 다큐멘터리 영화이다. 윈스턴 하이블러 등이 주연으로 출연하였다. 이 영화는 트루 라이프 어드벤처스 시리즈의 자연 다큐멘터리의 일부로서 월트 디즈니가 제작하였다. 아카데미 단편 영화상 부문에서 1951년 제23회 아카데미상을 수상했다.

## 출연
- 윈스턴 하이블러